# Dimboola
Dimboola is een plaats in de Australische deelstaat Victoria en telt 1863 inwoners (2006).